# Hipismo nos Jogos Olímpicos de Verão de 2024 - Saltos por equipes
A competição dos saltos por equipes do hipismo nos Jogos Olímpicos de Verão de 2024 foi realizada entre 1 e 2 de agosto no Palácio de Versalhes, em Paris. Como todos os outros eventos equestres, a competição de saltos é aberta para ginetes de ambos os gêneros, totalizando 60 participantes de 20 Comitês Olímpicos Nacionais (CON).

## Qualificação
Um total de 20 CONs poderiam inscrever uma equipe de três ginetes. As vagas foram alocadas ao CON, que selecionou os competidores:
- 1 do país sede: França;
- 5 dos Jogos Equestres Mundiais de 2022: Suécia, Países Baixos, Grã-Bretanha, Irlanda e Alemanha;
- 1 da final da Copa das Nações de Saltos de 2022: Bélgica;
- 3 do Campeonato Europeu de Saltos de 2023 (Grupos A e B): Áustria, Espanha e Suíça;
- 2 do evento de qualificação do Grupo C de 2023: Israel e Polônia;
- 3 dos Jogos Pan-Americanos de 2023 (Grupos D e E): Estados Unidos, Canadá e México;
- 2 do evento de qualificação do Grupo F de 2023: Arábia Saudita e Emirados Árabes Unidos;
- 2 do evento de qualificação do Grupo G de 2023: Austrália e Japão;
- 1 da final da Copa das Nações de Saltos de 2023: Brasil.

## Formato
A competição manteve o mesmo formato introduzido na edição anterior, com duas fases (qualificação e final).
Na fase de qualificação, as 10 melhores equipes avançam para a final, incluindo todas as equipes empatadas no décimo lugar. A pontuação não é levada da qualificação para a final. Empates geralmente são quebrados pelo tempo (a fase é "contra o relógio"), mas um empate em faltas no primeiro lugar é desfeito por um jump-off. Um empate para o segundo ou terceiro lugar só é desfeito se as faltas e o tempo forem os mesmos. O desempate, se necessário, conta com um percurso menor que nas fases anteriores.

## Calendário
Horário local (UTC+2)
| Data                | Hora  | Fase         |
| ------------------- | ----- | ------------ |
| 1 de agosto de 2024 | 11:00 | Qualificação |
| 2 de agosto de 2024 | 14:00 | Final        |

## Medalhistas
|  | GBR Grã-Bretanha                                                                        |  | USA Estados Unidos                                                                 |  | FRA França                                                                                                   |
|  | Ben Maher com Dallas Vegas Batilly Harry Charles com Romeo 88 Scott Brash com Jefferson |  | Laura Kraut com Baloutinue Karl Cook com Caracole de la Roque McLain Ward com Ilex |  | Simon Delestre com I Amelusina R 51 Olivier Perreau com Dorai D'Aiguilly Julien Epaillard com Dubai du Cedre |

## Resultados

### Qualificação
As 10 melhores equipes após a qualificação se classificaram para a final.
| Pos. | CON                        | Ginetes                                                             | Cavalos                                                     | Penalidades individuais | Penalidades equipe | Tempo equipe | Notas |
| ---- | -------------------------- | ------------------------------------------------------------------- | ----------------------------------------------------------- | ----------------------- | ------------------ | ------------ | ----- |
| 1    | GER Alemanha               | - Christian Kukuk - Philipp Weishaupt - Richard Vogel               | - Checker 47 - Zineday - United Touch S                     | - 0 - 0 - 0             | 0                  | 229.74       | Q     |
| 2    | USA Estados Unidos         | - Laura Kraut - Karl Cook - McLain Ward                             | - Baloutinue - Caracole de la Roque - Ilex                  | - 0 - 0 - 6             | 6                  | 227.57       | Q     |
| 3    | GBR Grã-Bretanha           | - Ben Maher - Harry Charles - Scott Brash                           | - Dallas Vegas Batilly - Romeo 88 - Jefferson               | - 0 - 4 - 4             | 8                  | 227.79       | Q     |
| 3    | BEL Bélgica                | - Gilles Thomas - Wilm Vermeir - Jérôme Guery                       | - Ermitage Kalone - IQ Van Het Steentje - Quel Homme de Hus | - 0 - 4 - 4             | 8                  | 231.52       | Q     |
| 3    | NED Países Baixos          | - Maikel van der Vleuten - Kim Emmen - Harrie Smolders              | - Beauville Z - Imagine - Uricas van der Kattevennen        | - 0 - 0 - 8             | 8                  | 233.31       | Q     |
| 6    | IRL Irlanda                | - Shane Sweetnam - Daniel Coyle - Cian O'Connor                     | - James Kann Cruz - Legacy - Maurice                        | - 4 - 0 - 5             | 9                  | 230.22       | Q     |
| 7    | FRA França                 | - Simon Delestre - Olivier Perreau - Julien Epaillard               | - I Amelusina R 51 - Dorai D'Aiguilly - Dubai du Cedre      | - 8 - 4 - 0             | 12                 | 228.44       | Q     |
| 8    | SWE Suécia                 | - Henrik von Eckermann - Rolf-Göran Bengtsson - Peder Fredricson    | - King Edward - Zuccero HV - Catch Me Not S                 | - 0 - 0 - 17            | 17                 | 237.93       | Q     |
| 9    | ISR Israel                 | - Ashlee Bond - Robin Muhr - Daniel Bluman                          | - Donatello 141 - Galaxy HM - Ladriano Z                    | - 4 - 16 - 0            | 20                 | 227.90       | Q     |
| 10   | MEX México                 | - Carlos Hank - Federico Hernández - Eugenio Garza                  | - Porthos Maestro WH Z - Romeo - Contago                    | - 4 - 4 - 12            | 20                 | 230.14       | Q     |
| 11   | ESP Espanha                | - Ismael García Roque - Sergio Álvarez Moya - Eduardo Álvarez Aznar | - Tirano - Puma HS - Caprice du Vigneul                     | - 9 - 4 - 8             | 21                 | 231.90       |       |
| 12   | SUI Suíça                  | - Steve Guerdat - Pius Schwizer - Martin Fuchs                      | - Dynamix de Belheme - Vancouver de Lanlore - Leone Jei     | - 8 - 12 - 4            | 24                 | 225.26       |       |
| 13   | AUT Áustria                | - Katharina Rhomberg - Gerfried Puck - Max Kühner                   | - Colestus Cambridge - Naxcel V - Elektric Blue P           | - 16 - 8 - 4            | 28                 | 229.84       |       |
| 14   | CAN Canadá                 | - Mario Deslauriers - Erynn Ballard - Amy Millar                    | - Emerson - Nikka van der Bisschop - Truman                 | - 12 - 4 - 16           | 32                 | 230.46       |       |
| 15   | AUS Austrália              | - Hilary Scott - Thaisa Erwin - Edwina Tops-Alexander               | - Milky Way - Utopie Rossignol*IFCE - Fellow Castlefield    | - 16 - 16 - 4           | 36                 | 229.86       |       |
| 16   | JPN Japão                  | - Taizo Sugitani - Takashi Haase Shibayama - Eiken Sato             | - Quincy 194 - Karamell M&M - Conthargo-Blue                | - 20 - 12 - 19          | 51                 | 235.26       |       |
| 17   | POL Polônia                | - Adam Grzegorzewski - Dawid Kubiak - Maksymilian Wechta            | - Issem - Flash Blue B - Chepettano                         | - 28 - 16 - 9           | 53                 | 234.45       |       |
| 18   | UAE Emirados Árabes Unidos | - Omar Al Marzouqi - Ali Hamad Al-Kirbi - Abdullah Mohd Al-Marri    | - Enjoy de la Mure - Jarlin de Torres - McGregor            | - 12 - 44 - 16          | 72                 | 249.47       |       |
| 19   | KSA Arábia Saudita         | - Abdulrahman Alrajhi - Khaled Almobty - Ramzy Al-Duhami            | - Ventago - Jaguar King WD - Untouchable 32                 | - 8 - 20 - WD           | 28+WD              | 167.65       |       |
| —    | BRA Brasil                 | - Pedro Veniss - Stephan Barcha - Rodrigo Pessoa                    | - Nimrod de Muze - Primavera - Major Tom                    | - EL - 4 - WD           | EL                 |              |       |

### Final
As equipes com menos faltas na final definiram as medalhas. Em caso de empate na primeira posição, seria disputado um jump-off, nas demais posições o empate seria quebrado pelos menores tempos totais.
| Pos.              | CON                | Ginetes                                                          | Cavalos                                                     | Penalidades individuais | Penalidades equipe | Tempo equipe |
| ----------------- | ------------------ | ---------------------------------------------------------------- | ----------------------------------------------------------- | ----------------------- | ------------------ | ------------ |
| Medalha de ouro   | GBR Grã-Bretanha   | - Ben Maher - Harry Charles - Scott Brash                        | - Dallas Vegas Batilly - Romeo 88 - Jefferson               | - 1 - 0 - 1             | 2                  | 237.47       |
| Medalha de prata  | USA Estados Unidos | - Laura Kraut - Karl Cook - McLain Ward                          | - Baloutinue - Caracole de la Roque - Ilex                  | - 4 - 0 - 0             | 4                  | 229.90       |
| Medalha de bronze | FRA França         | - Simon Delestre - Olivier Perreau - Julien Epaillard            | - I Amelusina R 51 - Dorai D'Aiguilly - Dubai du Cedre      | - 3 - 0 - 4             | 7                  | 238.12       |
| 4                 | NED Países Baixos  | - Maikel van der Vleuten - Kim Emmen - Harrie Smolders           | - Beauville Z - Imagine - Uricas van der Kattevennen        | - 6 - 0 - 1             | 7                  | 238.69       |
| 5                 | GER Alemanha       | - Christian Kukuk - Richard Vogel - Philipp Weishaupt            | - Checker 47 - United Touch S - Zineday                     | - 4 - 4 - 0             | 8                  | 229.57       |
| 6                 | SWE Suécia         | - Henrik von Eckermann - Rolf-Göran Bengtsson - Peder Fredricson | - King Edward - Zuccero HV - Catch Me Not S                 | - 4 - 4 - 4             | 12                 | 229.76       |
| 7                 | IRL Irlanda        | - Shane Sweetnam - Daniel Coyle - Cian O'Connor                  | - James Kann Cruz - Legacy - Maurice                        | - 5 - 0 - 9             | 14                 | 235.59       |
| 8                 | BEL Bélgica        | - Gilles Thomas - Wilm Vermeir - Jérôme Guery                    | - Ermitage Kalone - IQ Van Het Steentje - Quel Homme de Hus | - 8 - 4 - 8             | 20                 | 234.82       |
| 9                 | ISR Israel         | - Robin Muhr - Ashlee Bond - Daniel Bluman                       | - Galaxy HM - Donatello 141 - Ladriano Z                    | - 13 - 20 - WD          | 33+WD              | 157.45       |
| —                 | MEX México         | - Carlos Hank - Federico Hernández - Eugenio Garza               | - Porthos Maestro WH Z - Romeo - Contago                    | - WD - WD - WD          | WD                 |              |